# Katatonia/Diskografie
Diese Diskografie ist eine Übersicht über die musikalischen Werke der schwedischen Metalband Katatonia. Das erfolgreichste Werk der Band ist das zwölfte Studioalbum Sky Void of Stars, welches Platz fünf der deutschen Albumcharts erreichte.

## Alben

### Studioalben
| Jahr | Titel Musiklabel                                            | Höchstplatzierung, Gesamtwochen, AuszeichnungChartplatzierungen (Jahr, Titel, Musiklabel, Platzierungen, Wochen, Auszeichnungen, Anmerkungen) | Höchstplatzierung, Gesamtwochen, AuszeichnungChartplatzierungen (Jahr, Titel, Musiklabel, Platzierungen, Wochen, Auszeichnungen, Anmerkungen) | Höchstplatzierung, Gesamtwochen, AuszeichnungChartplatzierungen (Jahr, Titel, Musiklabel, Platzierungen, Wochen, Auszeichnungen, Anmerkungen) | Höchstplatzierung, Gesamtwochen, AuszeichnungChartplatzierungen (Jahr, Titel, Musiklabel, Platzierungen, Wochen, Auszeichnungen, Anmerkungen) | Höchstplatzierung, Gesamtwochen, AuszeichnungChartplatzierungen (Jahr, Titel, Musiklabel, Platzierungen, Wochen, Auszeichnungen, Anmerkungen) | Höchstplatzierung, Gesamtwochen, AuszeichnungChartplatzierungen (Jahr, Titel, Musiklabel, Platzierungen, Wochen, Auszeichnungen, Anmerkungen) | Anmerkungen                             |
| Jahr | Titel Musiklabel                                            | DE | AT | CH | US | UK | SE | Anmerkungen                             |
| ---- | ----------------------------------------------------------- | --- | --- | --- | --- | --- | --- | --------------------------------------- |
| 1993 | Dance of December Souls No Fashion Records                  | — | — | — | — | — | — | Erstveröffentlichung: 14. Dezember 1993 |
| 1996 | Brave Murder Day Avantgarde Music                           | — | — | — | — | — | — | Erstveröffentlichung: 1. August 1996    |
| 1997 | Discouraged Ones Avantgarde Music                           | — | — | — | — | — | — | Erstveröffentlichung: 27. April 1998    |
| 1999 | Tonight’s Decision Peaceville Records                       | — | — | — | — | — | — | Erstveröffentlichung: 31. August 1999   |
| 2001 | Last Fair Deal Gone Down Peaceville Records                 | — | — | — | — | — | — | Erstveröffentlichung: 8. Mai 2001       |
| 2003 | Viva Emptiness Peaceville Records                           | — | — | — | — | — | — | Erstveröffentlichung: 24. März 2003     |
| 2006 | The Great Cold Distance Peaceville Records                  | — | — | — | — | — | SE42 (1 Wo.)SE | Erstveröffentlichung: 13. März 2006     |
| 2009 | Night Is the New Day Peaceville Records                     | DE77 (1 Wo.)DE | — | — | — | — | SE39 (1 Wo.)SE | Erstveröffentlichung: 2. November 2009  |
| 2012 | Dead End Kings Peaceville Records                           | DE21 (3 Wo.)DE | AT25 (1 Wo.)AT | CH46 (1 Wo.)CH | US138 (1 Wo.)US | — | SE12 (3 Wo.)SE | Erstveröffentlichung: 27. August 2012   |
| 2016 | The Fall of Hearts Peaceville Records                       | DE11 (3 Wo.)DE | AT28 (1 Wo.)AT | CH48 (1 Wo.)CH | US188 (1 Wo.)US | UK70 (1 Wo.)UK | SE31 (1 Wo.)SE | Erstveröffentlichung: 20. Mai 2016      |
| 2020 | City Burials Peaceville Records                             | DE6 (3 Wo.)DE | AT10 (1 Wo.)AT | CH12 (2 Wo.)CH | — | — | — | Erstveröffentlichung: 24. April 2020    |
| 2023 | Sky Void of Stars Napalm Records                            | DE5 (2 Wo.)DE | AT13 (1 Wo.)AT | CH3 (3 Wo.)CH | — | — | — | Erstveröffentlichung: 20. Januar 2023   |
| 2025 | Nightmares as Extensions of the Waking State Napalm Records | DE10 (1 Wo.)DE | AT10 (1 Wo.)AT | CH21 (1 Wo.)CH | — | — | — | Erstveröffentlichung: 6. Juni 2025      |

### Livealben
| Jahr | Titel Musiklabel            | Höchstplatzierung, Gesamtwochen, AuszeichnungChartplatzierungen (Jahr, Titel, Musiklabel, Platzierungen, Wochen, Auszeichnungen, Anmerkungen) | Höchstplatzierung, Gesamtwochen, AuszeichnungChartplatzierungen (Jahr, Titel, Musiklabel, Platzierungen, Wochen, Auszeichnungen, Anmerkungen) | Höchstplatzierung, Gesamtwochen, AuszeichnungChartplatzierungen (Jahr, Titel, Musiklabel, Platzierungen, Wochen, Auszeichnungen, Anmerkungen) | Höchstplatzierung, Gesamtwochen, AuszeichnungChartplatzierungen (Jahr, Titel, Musiklabel, Platzierungen, Wochen, Auszeichnungen, Anmerkungen) | Höchstplatzierung, Gesamtwochen, AuszeichnungChartplatzierungen (Jahr, Titel, Musiklabel, Platzierungen, Wochen, Auszeichnungen, Anmerkungen) | Höchstplatzierung, Gesamtwochen, AuszeichnungChartplatzierungen (Jahr, Titel, Musiklabel, Platzierungen, Wochen, Auszeichnungen, Anmerkungen) | Anmerkungen                             |
| Jahr | Titel Musiklabel            | DE | AT | CH | US | UK | SE | Anmerkungen                             |
| ---- | --------------------------- | --- | --- | --- | --- | --- | --- | --------------------------------------- |
| 2020 | Dead Air Peaceville Records | DE90 (1 Wo.)DE | — | — | — | — | — | Erstveröffentlichung: 13. November 2020 |

Weitere Livealben
| Jahr | Titel Musiklabel                                            | Anmerkungen                                                         |
| ---- | ----------------------------------------------------------- | ------------------------------------------------------------------- |
| 2007 | Live Consternation Peaceville Records                       | Erstveröffentlichung: 28. Mai 2007                                  |
| 2013 | Last Fair Deal Gone Night Peaceville Records                | Erstveröffentlichung: 17. Juni 2013                                 |
| 2015 | Sanctitude Peaceville Records                               | Erstveröffentlichung: 30. März 2015                                 |
| 2017 | The Great Gold Distance Live in Bulgaria Peaceville Records | Erstveröffentlichung: 2017 mit dem Orchester der Staatsoper Plovdiv |

### Kompilationen
| Jahr | Titel Musiklabel               | Höchstplatzierung, Gesamtwochen, AuszeichnungChartplatzierungen (Jahr, Titel, Musiklabel, Platzierungen, Wochen, Auszeichnungen, Anmerkungen) | Höchstplatzierung, Gesamtwochen, AuszeichnungChartplatzierungen (Jahr, Titel, Musiklabel, Platzierungen, Wochen, Auszeichnungen, Anmerkungen) | Höchstplatzierung, Gesamtwochen, AuszeichnungChartplatzierungen (Jahr, Titel, Musiklabel, Platzierungen, Wochen, Auszeichnungen, Anmerkungen) | Höchstplatzierung, Gesamtwochen, AuszeichnungChartplatzierungen (Jahr, Titel, Musiklabel, Platzierungen, Wochen, Auszeichnungen, Anmerkungen) | Höchstplatzierung, Gesamtwochen, AuszeichnungChartplatzierungen (Jahr, Titel, Musiklabel, Platzierungen, Wochen, Auszeichnungen, Anmerkungen) | Höchstplatzierung, Gesamtwochen, AuszeichnungChartplatzierungen (Jahr, Titel, Musiklabel, Platzierungen, Wochen, Auszeichnungen, Anmerkungen) | Anmerkungen                           |
| Jahr | Titel Musiklabel               | DE | AT | CH | US | UK | SE | Anmerkungen                           |
| ---- | ------------------------------ | --- | --- | --- | --- | --- | --- | ------------------------------------- |
| 2021 | Mnemosynean Peaceville Records | DE94 (1 Wo.)DE | — | CH99 (1 Wo.)CH | — | — | — | Erstveröffentlichung: 1. Oktober 2021 |

Weitere Kompilationen
| Jahr | Titel Musiklabel                      | Anmerkungen                            |
| ---- | ------------------------------------- | -------------------------------------- |
| 2004 | Brave Yester Days Avantgarde Music    | Erstveröffentlichung: 28. April 2004   |
| 2005 | The Black Sessions Peaceville Records | Erstveröffentlichung: 21. Februar 2005 |
| 2013 | Introducing Katatonia Recall          | Erstveröffentlichung: 26. April 2013   |
| 2014 | Kocytean Peaceville Records           | Erstveröffentlichung: 19. April 2014   |

### Remixalben
| Jahr | Titel Musiklabel                   | Höchstplatzierung, Gesamtwochen, AuszeichnungChartplatzierungen (Jahr, Titel, Musiklabel, Platzierungen, Wochen, Auszeichnungen, Anmerkungen) | Höchstplatzierung, Gesamtwochen, AuszeichnungChartplatzierungen (Jahr, Titel, Musiklabel, Platzierungen, Wochen, Auszeichnungen, Anmerkungen) | Höchstplatzierung, Gesamtwochen, AuszeichnungChartplatzierungen (Jahr, Titel, Musiklabel, Platzierungen, Wochen, Auszeichnungen, Anmerkungen) | Höchstplatzierung, Gesamtwochen, AuszeichnungChartplatzierungen (Jahr, Titel, Musiklabel, Platzierungen, Wochen, Auszeichnungen, Anmerkungen) | Höchstplatzierung, Gesamtwochen, AuszeichnungChartplatzierungen (Jahr, Titel, Musiklabel, Platzierungen, Wochen, Auszeichnungen, Anmerkungen) | Höchstplatzierung, Gesamtwochen, AuszeichnungChartplatzierungen (Jahr, Titel, Musiklabel, Platzierungen, Wochen, Auszeichnungen, Anmerkungen) | Anmerkungen                             |
| Jahr | Titel Musiklabel                   | DE | AT | CH | US | UK | SE | Anmerkungen                             |
| ---- | ---------------------------------- | --- | --- | --- | --- | --- | --- | --------------------------------------- |
| 2013 | Dethroned & Uncrowned Kscope Music | DE91 (1 Wo.)DE | — | — | — | — | — | Erstveröffentlichung: 9. September 2013 |

### EPs
| Jahr | Titel Musiklabel                       | Anmerkungen                                                         |
| ---- | -------------------------------------- | ------------------------------------------------------------------- |
| 1993 | Jhva Elohim Meth… The Revival VIC      | Erstveröffentlichung: 7. Juli 1993 Wiederveröffentlichung des Demos |
| 1995 | For Funerals to Come… Avantgarde Music | Erstveröffentlichung: 1995                                          |
| 1997 | Sounds of Decay Avantgarde Music       | Erstveröffentlichung: 8. Dezember 1997                              |
| 1998 | Saw You Drown Avantgarde Music         | Erstveröffentlichung: 1. Januar 1998                                |
| 2001 | Teargas Peaceville Records             | Erstveröffentlichung: 20. Februar 2001                              |
| 2001 | Tonight’s Music Peaceville Records     | Erstveröffentlichung: 26. November 2001                             |
| 2007 | July Peaceville Records                | Erstveröffentlichung: 26. März 2007                                 |
| 2010 | The Longest Year Peaceville Records    | Erstveröffentlichung: 15. März 2010                                 |

## Singles
- 2003: Ghost of the Sun
- 2006: My Twin
- 2006: Deliberation
- 2007: July
- 2009: Day and Then the Shade
- 2010: The Longest Year
- 2012: Buildings
- 2012: Lethean
- 2016: Old Heart Fails
- 2016: Serein
- 2016: Shifts
- 2020: Lacquer
- 2020: Behind the Blood
- 2020: The Winter of Our Passing

## Videoalben und Musikvideos

### Videoalben
| Jahr | Titel Musiklabel                             | Anmerkungen                                                         |
| ---- | -------------------------------------------- | ------------------------------------------------------------------- |
| 2007 | Live Consternation Peaceville Records        | Erstveröffentlichung: 28. Mai 2007 Auftritt beim Summer Breeze 2006 |
| 2014 | Last Fair Deal Gone Night Peaceville Records | Erstveröffentlichung: 17. Juni 2013 Live in London 2011             |
| 2015 | Sanctitude Kscope                            | Erstveröffentlichung: 30. März 2015 Live in London 2014             |

### Musikvideos
- 2006: Deliberation
- 2006: My Twin
- 2007: July
- 2009: Day and Then the Shade
- 2010: The Longest Year
- 2012: Lethean
- 2016: Shifts
- 2020: Behind the Blood
- 2020: The Winter of Our Passing

## Sonderveröffentlichungen

### Demos
- 1991: Rehersal ’91
- 1992: Rehersal ’92
- 1992: Jhva Elohim Meth

### Splits
- 1996: Katatonia / Primordial (mit Primordial)
- 1996: Katatonia / Hades (mit Hades)

## Statistik

### Chartauswertung
|                     | DE    | AT    | CH    | US    | UK    | SE    |
| ------------------- | ----- | ----- | ----- | ----- | ----- | ----- |
| Nummer-eins-Alben   | DE—DE | AT—AT | CH—CH | US—US | UK—UK | SE—SE |
| Top-10-Alben        | DE3DE | AT2AT | CH1CH | US—US | UK—UK | SE—SE |
| Alben in den Charts | DE9DE | AT5AT | CH6CH | US2US | UK1UK | SE4SE |